# 天興縣
天興縣，臺灣明鄭時期時的兩個縣級行政區之一，鄭經統治時將縣改制為散州，臺灣為清朝統治後，原天興縣疆域被分成了臺灣府底下的諸羅縣與臺灣縣。另外臺南縣政府於1983年9月在其底下的佳里鎮佳里興（今佳里區佳里興）立有「古天興縣治紀念碑」，但天興縣治是否在佳里興仍有爭論。

## 沿革
1661年（明永曆15年）4月，南明延平郡王鄭成功，力取荷蘭東印度公司，攻打臺灣，在攻下「普羅民遮城」（今日臺南市赤崁樓）之後，將其改名為東都明京，並設立承天府，下轄天興縣、萬年縣二縣。天興縣縣治位於佳里興（今臺南市佳里區），另一說位於大目降（今臺南市新化區）與新港（今新市區）之間，由莊文烈任首任知縣，此外尚有其他說法。
1664年，明鄭繼承者鄭經放棄福建部分領土，將東都改為東寧，承天府所屬兩縣升格為州，並增添澎湖、南路與北路三個安撫司。天興縣因此而改稱天興州，並設有北路安撫司。
1683年，清朝將領施琅攻下臺灣，廢除明鄭時期的行政區編制。1684年，清廷設臺灣府，隸屬福建省，下轄諸羅縣、臺灣縣、鳳山縣三縣，天興縣疆域被分為諸羅縣與臺灣縣。

## 次級行政區劃
天興縣底下設有十三個里，分布在今臺南市中南部地區，分別是武定里、永康里、長興里、保大里、歸仁里、永豐里、新豐里、廣儲里、感化里、新化里、永定里、善化里及開化里。
其中善化里、新化里、永定里、開化里四里後來被納入清朝的諸羅縣轄區，餘九里納入臺灣縣轄區。

## 縣治
關於天興縣的縣治所在地，雖然臺南縣政府已在佳里興立碑紀念，但學界尚未有定論，大致有五種說法：
- 府治鎮北坊：如連橫《臺灣通史》（1921年）與陳世慶編纂的《臺灣省通志·卷三 政事志·建置篇》（1972年）即認為天興縣治在「鎮北坊米市」。
- 原在府治東安坊，後遷新港社（今新市）：石萬壽〈臺灣府署建置始末及遺址碑自註〉（1983年）、〈二層行溪流域行政區劃的變遷〉（1988年）與《永康鄉志》（1988年）採此說，其來源應是綜合陳文達《臺灣縣志》（1720年）寫說「臺灣府公署」為「偽天興州舊署」與〈永曆十八年臺灣軍備圖〉將天興縣註記在「新港半番民」聚落附近的記載[1]。此外清朝的《臺灣府圖志》（1795年前）、《臺灣府方輿考證》（1836年）、《清一統志臺灣府（嘉慶重修一統志）》（1842年）均載明「天興廢州」在「新港」[1]。
- 大目降（今新化）與新港之間：如王世慶〈臺灣之名稱與行政區域之建置〉（1976年），此一說是根據〈永曆十八年臺灣軍備圖〉而來[1]。
- 大目降：如黃典權〈鄭延平臺灣世業〉（1980年）。
- 不確定是否為佳里興：盛清沂〈明鄭內政考略〉（1976年）寫「相傳天興設治於佳里興」，而葉振輝《臺灣開發史》（1995年，2003年再版）則寫說「天興縣治在開化里（今佳里），一說在大目降（今新化）」，亦未斷定佳里興為天興縣治[1]。